# 天灯

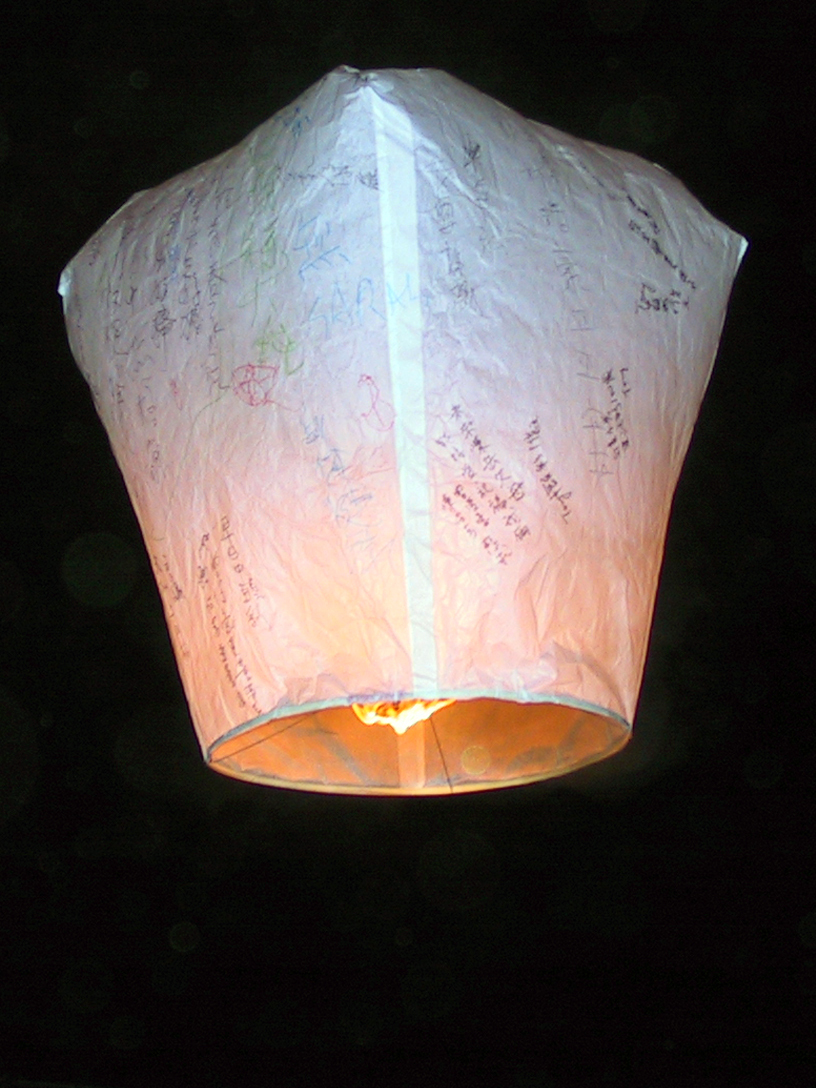
天灯には願い事を書いてから空に放つ

天灯（てんとう）は中国やタイ王国などアジア各地域で広く見られる熱気球の一種である。紙と竹を用いて内部に光源を入れる構造から提灯の一種ともみなせる。伝承より孔明灯とも称される。当初は通信手段として使用されたが、後には節句における祈祷儀式の用具となっている。英語圏ではスカイランタン（英: Sky lantern）、チャイニーズランタン（英: Chinese lantern）とも呼ばれる。

## 由来
伝承では、三国時代に諸葛亮が平陽で司馬懿の軍に包囲された際、紙を貼った大型の籠を製作し外部に救援を要請したのが発祥とされるが、本当のところは定かではない。
歴史学者のジョゼフ・ニーダムは、1241年にモンゴル人がポーランド・レグニツァにおける戦役で、通信手段として龍のような形の熱気球を使用した記録があると述べている。

## 構造

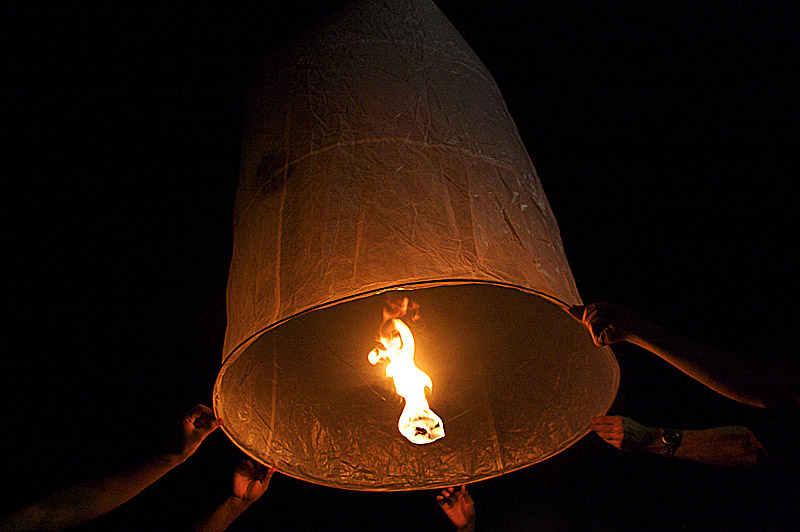
プーケットのローイクラトンでのコムローイの放出風景

天灯は主に竹で底部を形成し、その上に大型の紙袋を固定する構造となっている。現在では底部は針金により製作されているが、熱せされた空気を逃さないよう底部から上部にかけて大きくなる紙袋の構造は、同一である。
底部は中間に油を浸した紙を固定し、その紙に染み込んだ油を燃焼させることにより、紙袋内の空気の加熱を行なう。熱せられた紙袋内の空気は周囲の空気と比べ軽くなる。これが天灯が上昇する原理である。

## 習俗
天灯は戦時における通信手段以外に、各地で様々な伝承を生み、台湾では盗賊を避けて山に逃れた村民に安全を知らせるために天灯を放ったという伝承が生まれた。現在中国の南部を中心に元宵節に天灯を放ち無病息災を祈る民俗習慣として定着している。
特に台湾新北市平渓区では1980年代後半より天灯を用いたイベントが行なわれるようになっており、平渓には天灯を製作する専門業者が存在し、21世紀初頭では元宵節に関係なく一年を通じて天灯を放つようになっている。
沖縄県那覇市の奥武山にも天燈山御嶽と呼ばれる聖地がある。

### 台湾の法令規定
天灯が火災の原因になるという指摘を受け、台湾当局は『天灯施放作業指導要点』を策定、点火された天灯が火災の原因にならないように風速と燃料に制限を設け、天灯の飛行範囲を5キロメートル以内、燃料も点火後10分以内の量に制限した。また『消防法』第14条を改正し法的な制限を加えるべく検討が進められている。
21世紀初頭では、『指導要点』により空港、石油貯蔵設備、弾薬庫、可燃性ガス貯蔵施設、軍事施設、高速道路、化学工場、住宅地、商業地、港湾区での天灯の使用が禁止されている。また天灯の寸法にも制限が加えられ、認められている最大寸法は直径60センチメートル、高さ130センチメートル、外周360センチメートル以内となっている。

### 日本
日本では同様のものとして、新潟県津南町ニューグリーンピア津南スカイランタン・つなん雪まつり・秋田県仙北市西木町上桧木内で行われる上桧木内の紙風船上げがある。
古くは怪火と関連づけられ、江戸中期『諸国里人談』に記述が見られ、丹後国天橋立に毎月16日夜半つ丑寅の方角から龍燈（海から現れる怪火）が現れることが記され、正月、5月、9月の16日に現れるものを「天灯」といい、伊勢の御灯というのもある。

### 中国
天灯は、中国では許願灯（许愿灯）と呼ばれる。

### タイ

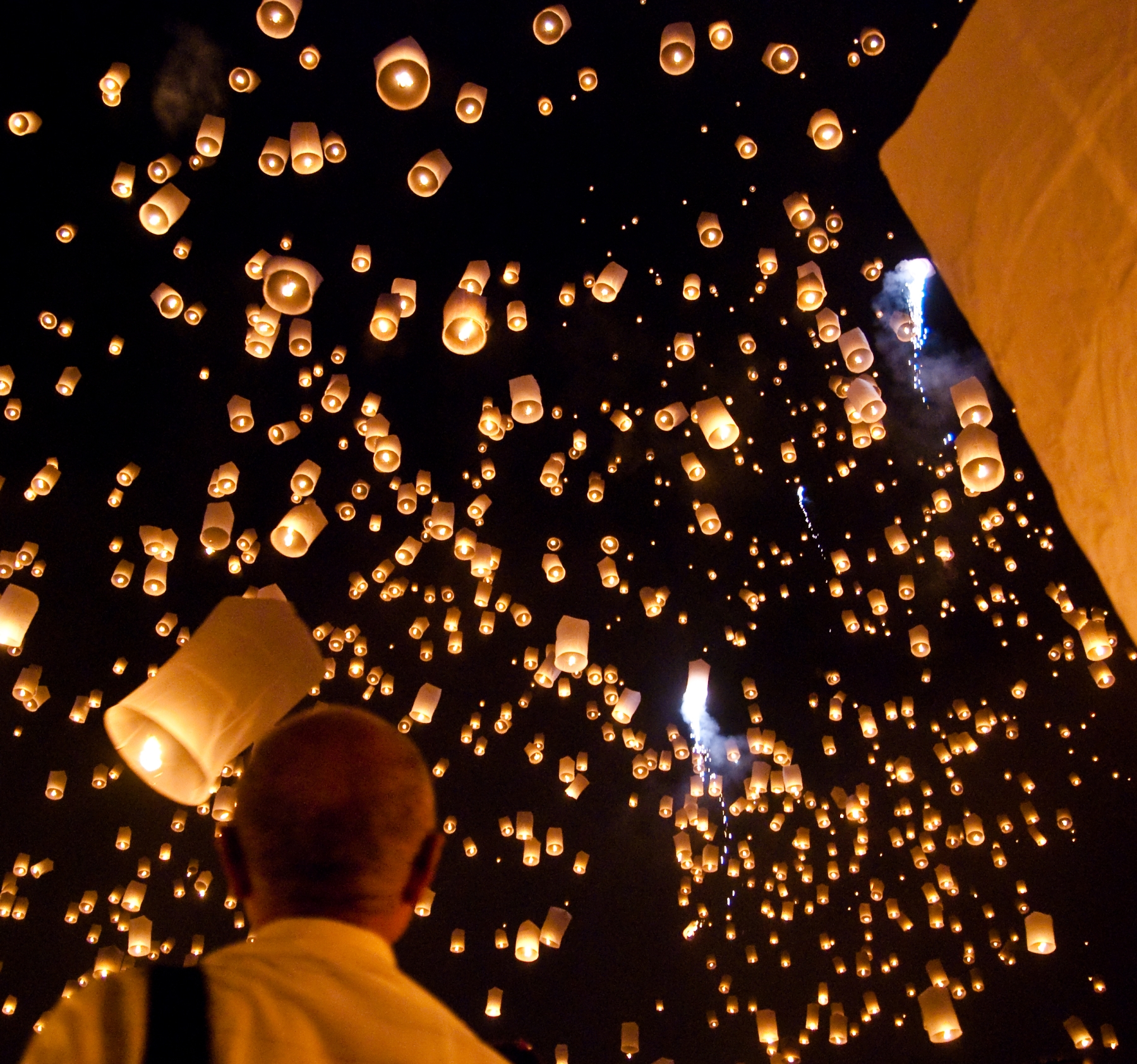
チェンマイ近郊のメージョーのローイクラトンにて、夜空に放たれた天灯

天灯は、タイ王国ではコムローイあるいはコムファイと呼ばれる。タイ北部のチェンマイでは、ローイクラトンと呼ばれる陰暦12月の満月の祭礼で、数千のコムローイが夜空に放たれて幻想的な光景を出現させることで知られる。

### ポーランド
ヨーロッパでもポーランド共和国では夏至の夜のカトリック教会のお祭り（「洗礼者ヨハネの生誕の祭日」）として行われる。ポズナン市のものが大規模で、日本でも時事通信などで報道されている。

### イギリス
イギリスでは、祝賀行事のイベントの一つとして行われることがある。2013年には、天灯がリサイクル工場に落下し、火災が発生したことがある。

### 禁止されている国
- アメリカ合衆国の一部州（イリノイ州、ハワイ州）
- オーストラリア